# Thelonious Alone in San Francisco
Thelonious Alone in San Francisco ist ein Album von Thelonious Monk. Die Aufnahmen, die bei zwei Konzerten des Pianisten in der sogenannten Fugazi Hall in San Francisco am 21. und 22. Oktober 1959 entstanden waren, erschienen 1959 als Langspielplatte und in um einen Titel erweiterter Form 2011 als Compact Disc bei Riverside Records. Das Produkt von Monks erstem Gastspiel in San Francisco gilt als eine seiner besten Platten des Pianisten, schrieb Bendetto Colagiovanni. Das Album umfasse viele der Aspekte, „die Monk in der Welt des Jazz-Pianos zu einem Kanoniker machten: schillernde Technik, einfühlsame melodische Interpretationen, sorgfältig gestaltete Improvisationen und reichhaltige kreative Kompositionen.“

## Hintergrund
Alone in San Francisco war nach Thelonious Himself (1957) Monks zweites Soloalbum für das Label Riverside Records, bei dem Monk seit 1957 unter Vertrag war. Im Club Fugazi, einem kleinen Theater- und Nachtclub in North Beach, San Francisco gab Thelonious Monk zwei Tage Solokonzerte. Dabei wurden zehn Titel aufgenommen. Wie es für ihn üblich war, präsentierte er eine Auswahl aus seinem umfangreichen Katalog, sowohl Coverversionen als auch einige neue Kompositionen.
„Bluehawk“ und „Round Lights“ waren improvisierte Bluesnummern, die nur in den hier aufgenommenen Versionen veröffentlicht wurden. Die anderen Monk-Kompositionen, „Blue Monk“ (1954), „Ruby, My Dear“ (1947) und „Pannonica“ (1956), waren bereits aus früheren Aufnahmen bekannt.
Ergänzt um den Bonustrack There’s Danger in Your Eyes, Cherie (Take 1) erschien das Album 2011 als Compact Disc.

## Titelliste
- Thelonious Monk – Thelonious Alone in San Francisco (Riverside Records – RLP 12-312)[5]

A1 Blue Monk (Monk) 3:41

A2 Ruby, My Dear (Monk) 3:55

A3 Round Lights (Monk) 3:33

A4 Everything Happens to Me (Matt Dennis) 5:35

A5 You Took the Words Right Out of My Heart (Leo Robin, Ralph Rainger) 3:58
B1 Bluehawk (Monk) 3:37

B2 Pannonica (Monk) 3:48

B3 Remember (Irving Berlin) 2:36

B4 There’s Danger in Your Eyes, Cherie (Harry Richman, Jack Meskell, Pete Wendling) 4:17

B5 Reflections (Monk) 5:03

## Rezeption
Lindsay Planer meinte in Allmusic, „Was an diesen Aufnahmen am unmittelbarsten auffällt, ist die reichhaltige und akkurate Klanglandschaft der Fugazi Hall.“ Auch sei bedauerlich, dass die spielerische Einsamkeit von „Round Lights“ Monk später nie wieder aufgegriffen habe: Diese Freiform-Komposition sei in eine Blues-Struktur gerahmt und zeige dennoch die leicht schiefe Freiheit eines Monk-Originals. Die Interpretation eines alten Hits aus den 1920er-Jahren, „There’s Danger in Your Eyes, Cherie“, sei ein weiteres Highlight von Thelonious Alone in San Francisco, das Monk nie wieder aufgenommen hat. „Die Noir-Qualitäten werden durch Monks schräge Phrasen sowie den spukhaften Nachhall des Fugazi unermesslich verstärkt.“ Die Platte sei ein absolutes Muss – ob man Monk-Enthusiast oder nicht ist, meinte Planer.

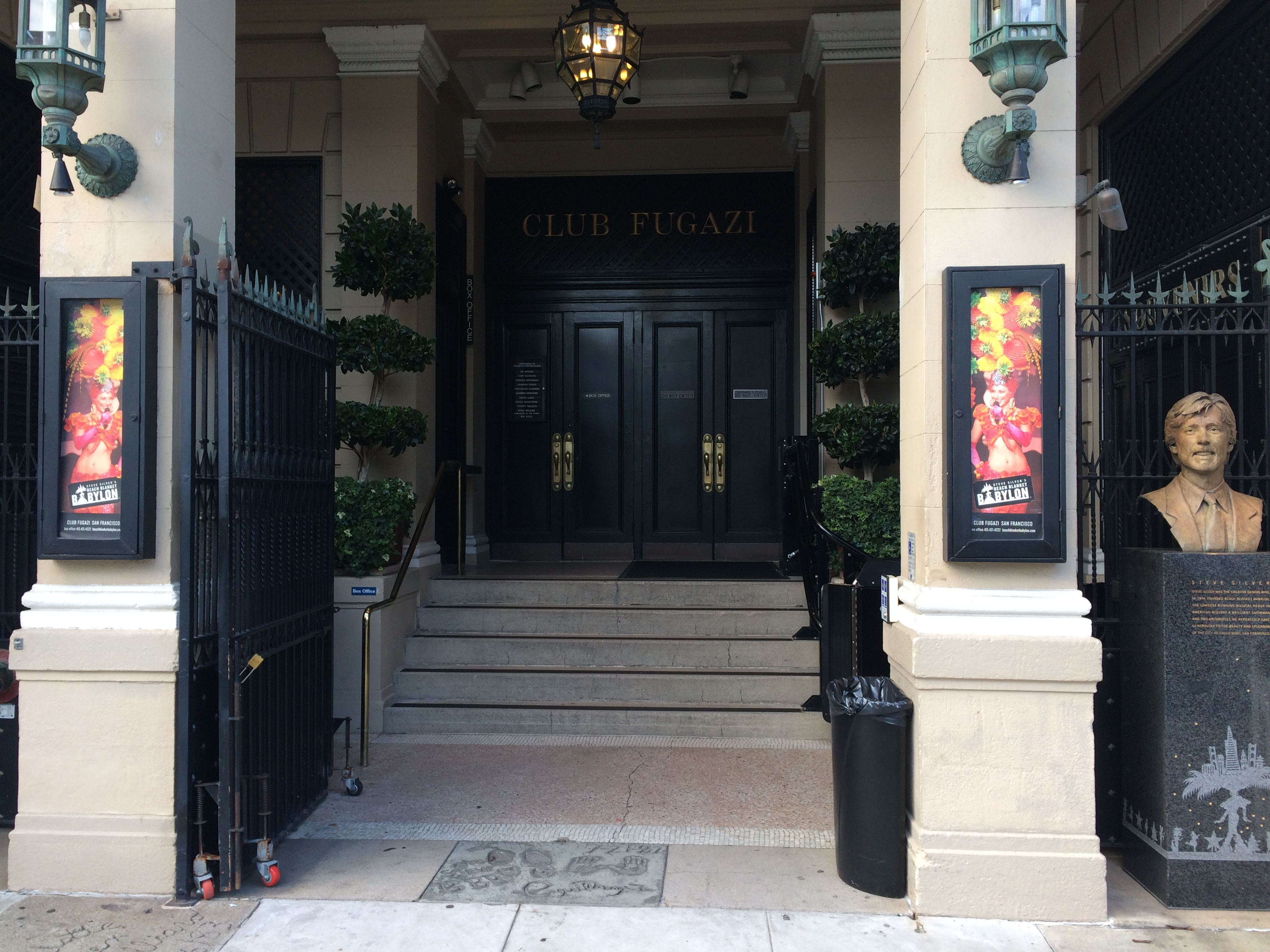
Eingang zum Fugazi Club (2017)

Nach Ansicht des Monk-Biographen Thomas Fitterling ist das zweite Riverside-Soloalbum dem Vorgängeralbum Thelonious Himself nicht unähnlich: „Auch hier werden die Standards ohne jede Hast und Eile rubato vorgestellt, doch in deren Durchführung wird der Beat deutlich durch Umspielungen markiert, und damit nähern sich Einspielungen dem Pariser Soloalbum, ohne jedoch spröde und unerbittlich zu wirken.“ Es hätte dem Abwechslungsreichtum der Platte gutgetan, wen neben dem vorherrschenden Balladentempo auch engagiert schneller Tempi vorgekommen wären, resümiert Fitterling; dennoch sei dieses Soloalbum kompakter und zupackender als Thelonious Himself.
Colin McGuire schrieb 2011 in Pop Matters, dass nach Ansicht einiger Leute Thelonious Alone in San Francisco die beste Platte sei, die Thelonious Monk jemals produziert habe. Denn es sei ein Porträt der Entspannung, – ein Höhepunkt dessen, wie es sein könnte, einfach herumzusitzen und einem Meister zuzusehen, wie er allein mit seinem Handwerk arbeitete. Es gäbe sogar Leute, die glauben, dass Thelonious Alone in San Francisco aufgrund seiner detaillierten Reise in ein so unvergleichliches musikalisches Denken und der rauen Atmosphäre, in der das Element der Intimität bei jedem erneuten Hören greifbar werde, eine der größten Jazz-Musikaufnahmen überhaupt sei. Wo immer aber auch Thelonious Alone in San Francisco letztendlich einsortiert würde, ist für ihn aber irrelevant. Dieses Album sei vor allem eine Unterrichtsstunde in Komposition. Es sei Unterricht in der Handwerkskunst und Unterricht in der Ausdrucksweise. Das gesamte Album über habe Monk „Selbstgespräche“ geführt, aber wohl kaum geahnt, „dass diese Ideen zu etwas so Schönem, Interessantem, Meisterhaftem und Inspirierendem führen würden wie zu den Stücken, die auf diesem Meisterwerk einer Schallplatte erscheinen.“ Es handele sich um ein Gespräch, nach dem wir uns alle sehnen, wenn wir mit anderen interagieren. Das Album beweise, dass es sich um ein Gespräch handelte, „dass diese Legende problemlos entzünden konnte, wenn sie zufällig mit einem Klavier allein war.“
Das Verständnis von Monk als Künstler muss mit dem Verständnis seiner vollständigen Kontrolle über sein Instrument beginnen, ein Element, das dem Hörer in der Solo-Piano-Umgebung, die dieses Album offenbart, bemerkenswert zugänglich ist, schrieb Bendetto Colagiovanni. Trotz Gerüchten, die ihm während seiner gesamten Karriere folgten und behaupteten, ihm fehle die klassische Ausbildung und die saubere Technik, werde Monks Beherrschung des Klaviers in seiner ganzen Pracht auf Alone in San Francisco gezeigt. Er flirte mit Schrittelementen, blende mit schwindelerregenden Arpeggios, setze Phrasen mit definitiven Abgrenzungen ab und nutze die gesamte Bandbreite des Instruments. Die Leistung von Monk sei „mehrdimensional“. Es sei mehr als nur technisches Können, das er ausstellt. Monk habe die volle Kontrolle über die große emotionale Palette, die ihm die Jazztradition bietet: Er provoziere das Klavier, auf einer Ballade genauso leicht zu weinen, wie er es auf einem Blues schlendern und prahlen lässt. „Das resultierende Produkt ist ein äußerst kraftvolles und kraftvolles Hörerlebnis, das wiederholtes Anhören verdient.“